# Wang Xinyue
Wang Xinyue (* 30. Juli 1987 in Harbin, Provinz Heilongjiang, Volksrepublik China) ist eine Shorttrackerin aus Hongkong.
Wangs erster internationaler Start fand im Shorttrack-Weltcup 2007/08 statt, wo sie in ihrer Geburtsstadt Harbin zumindest einen 15. Rang erreichte. Bei der Weltmeisterschaft 2008 in Gangneung gelang ihr im Allround-Wettkampf der siebzehnte Rang, auf der Einzelstrecke über 1500 Meter wurde sie sogar Zwölfte. Die erste Top-Platzierung im Weltcup schaffte sie in Vancouver im November 2008, als sie erst im Halbfinale ausschied und als Letzte im B-Finale immerhin den achten Platz erreichte.
Obwohl Hongkong im Shorttrack bei weitem nicht mit den Erfolgen seiner Nachbarn China, Südkorea und Japan mithalten kann und daher auch keine Staffel stellt, reist Wang dennoch nicht alleine zu den Weltcups. Eine weitere unregelmäßige Starterin dort ist Han Yue Shuang, diese verpasste aber bisher gute Resultate.